# Teshima (Tonoshō)
Teshima (japanisch 豊島) ist eine bewohnte Insel in der japanischen Seto-Inlandsee, die innerhalb der Präfektur Kagawa liegt.
Der Name der Insel bedeutet wörtlich „Insel des Überflusses“ und soll sich von ihrem Reichtum an Quellwasser ableiten. Einer der größten Umweltskandale Japans um Industrieabfälle betraf die Insel vor allem in den 1980er Jahren. Im Zuge dessen wurde sie auch als „Müllinsel“ bekannt.

## Geographie
Teshima ist Teil der Naoshima-Inseln. Nachbarinseln sind im Osten Odeshima und Shōdoshima, im Westen Ishima und im Süden Ogijima. Die Inseln liegen innerhalb des 1934 ausgewiesenen Setonaikai-Nationalparks, jedoch gehören auf den größeren Inseln nur Teilflächen zum Nationalpark.
Teshima hat eine Fläche von 14,49 km² bei einem Umfang von 18 km. Die höchste Erhebung bildet der Danyama im Zentrum der Insel mit einer Höhe von 339,6 m.
Administrativ gehört Teshima zur Gemeinde Tonoshō im Shōzu-gun der Präfektur Kagawa. Die auf Teshima gelegenen Ortschaften verteilen sich auf drei Bezirke: Ieura im Nordwesten, Karato im Nordosten und Kou im Süden.
Am 1. Mai 2020 betrug die Einwohnerzahl von Teshima 782, was einer Bevölkerungsdichte von 54 Einwohnern pro Quadratkilometer entspricht. Im Jahr 1995 lag die Einwohnerzahl noch bei 1471 Personen. Die Seto-Inlandsee ist allgemein von Abwanderung betroffen.
| Jahr          | 1995 | 2000 | 2005 | 2010 | 2015 | 2020 |
| ------------- | ---- | ---- | ---- | ---- | ---- | ---- |
| Einwohnerzahl | 1471 | 1327 | 1141 | 1018 | 867  | 782  |

## Kultur und Sehenswürdigkeiten

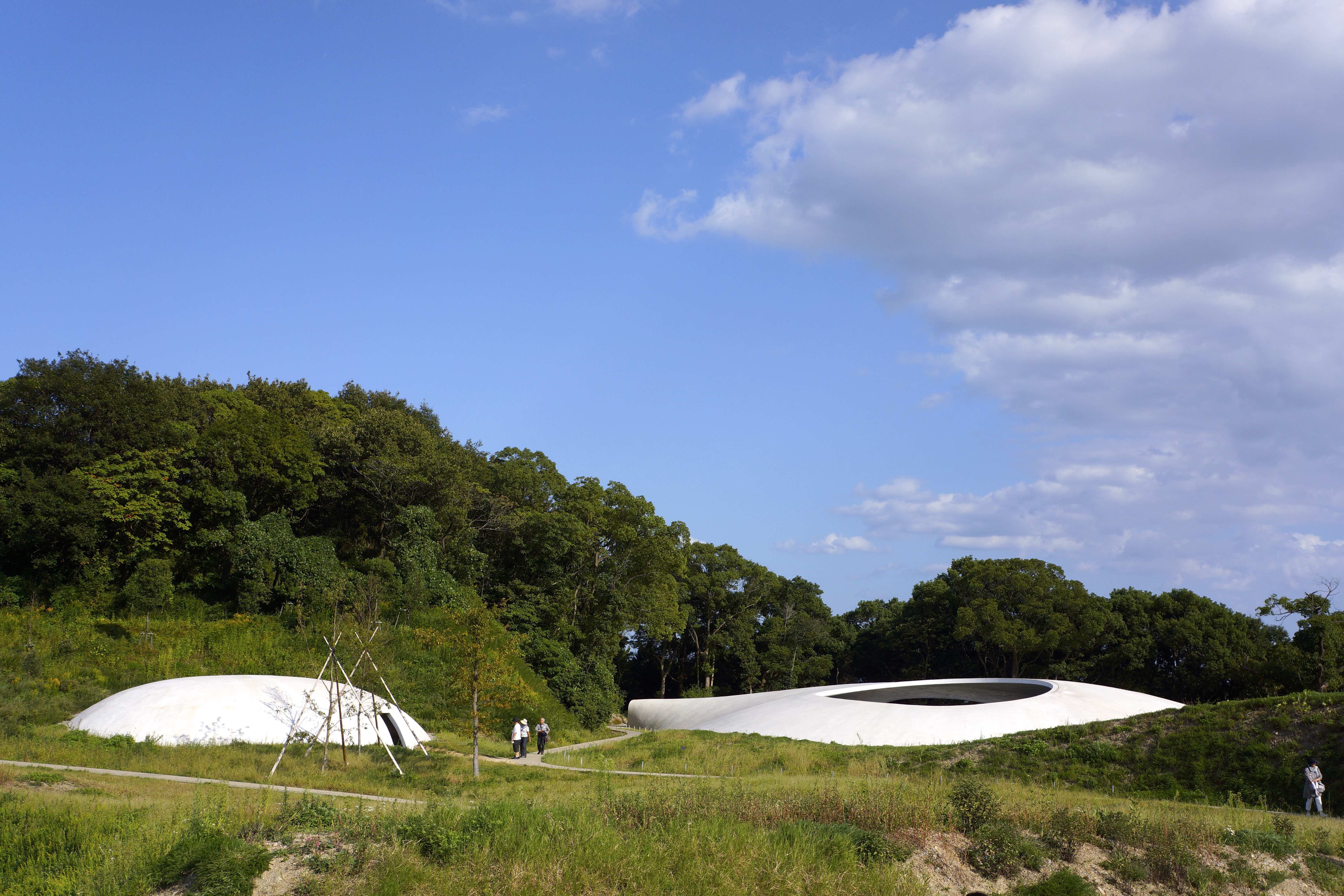
Teshima Art Museum

Auf dem Gipfel des Danyama befinden sich ein Funkturm und eine Aussichtsplattform mit Blick auf die umliegenden Inseln der Seto-Inlandsee. An der Küste liegen mehrere Badestrände, darunter Miyanohana im Norden westlich von Ieura und Mikogahama im Südwesten. Zu den Grünanlagen der Insel zählt der Okazaki-Park.
Auf der Südseite des Danyama liegt der Toyotamahime-Schrein. Weitere Shintō-Schreine sind der Karato-Hachiman-Schrein bei Karato und der Ieura-Hachiman-Schrein bei Ieura. Bei letzterem befindet sich ein während der Muromachi-Zeit aus dem Vulkangestein der Insel gefertigtes Torii. Dieses gilt als das älteste in der Präfektur Kagawa und ist von dieser als Kulturgut ausgewiesen. Zu den buddhistischen Tempeln der Insel zählt der Ieura-Kannon-ji, der bei Ieura etwa einen Kilometer vom Hafen entfernt an der Präfekturstraße liegt. Dieser enthält eine etwa 96 Zentimeter große, stehende Statue des Bodhisattva Kannon, die aus einem einzigen Stück Zypressenholz geschnitzt wurde. Sie soll aus dem 11. Jahrhundert, welches in die Heian-Zeit fällt, stammen und ist ebenfalls als Kulturgut der Präfektur ausgewiesen.
Im Nordosten der Insel befindet sich das Teshima Art Museum, das von Künstler Rei Naito und Architekt Ryue Nishizawa entworfen wurde. Es besteht aus einer Betonschale mit einer maximalen Deckenhöhe von 4,3 m und zwei ovalen Öffnungen. Ein weiteres Kunstmuseum ist das Teshima Yokoo House.
Als Kulturgut der Stadt Tamano ausgewiesen ist die aus der Edo-Zeit stammende ehemalige Residenz der Familie Katayama. Im Garten steht zudem ein großer, etwa 200 Jahre alter Palmfarn, der ein Naturdenkmal der Präfektur Kagawa ist. Er soll von den Ryūkyū-Inseln zurück nach Teshima gebracht worden sein. Ein national registriertes materielles Kulturgut ist zudem Shimizureisen, eine Quelle in Karato, die praktische und religiöse Bedeutung hat.
Teshima ist ein Austragungsort der alle drei Jahre stattfindenden Setouchi Triennale. Das internationale Kunstfestival dient der kulturellen Förderung der von Abwanderung und Überalterung betroffenen Seto-Inlandsee.

## Wirtschaft
Historisch war Teshima bekannt für den dortigen Steinabbau und die Steinverarbeitung. Bis nach dem Zweiten Weltkrieg wurden auf der Insel auch Milchkühe gehalten, weshalb sie ebenfalls als „Milchinsel“ bekannt war. Zudem wurde für eine Insel der Seto-Inlandsee ungewöhnlich viel Reis angebaut. Im Nordosten der Insel bei Karato in der Nähe des Teshima Art Museum werden seit 2009 über ein Projekt ehemals brachliegende Reisterrassen wieder bewirtschaftet, die besonders im Herbst ein attraktives Landschaftsbild ergeben. Auf Teshima werden zudem unter anderem Erdbeeren angepflanzt und im Süden von Teshima befindet sich der Toyo Olive Garden, ein Olivenhain, der mit einer Fläche von 13 ha einer der größten Japans ist. Der Hauptsitz der Firma Toyo Olive befindet sich jedoch zusammen mit einem weiteren Olivenhain auf der Nachbarinsel Shōdoshima. Neben der Landwirtschaft wird auf Teshima auch Fischerei betrieben.

## Verkehr
Teshima ist über Fährverbindungen mit Honshū und weiteren Inseln verbunden. Auf der Nordwestseite der Insel befindet sich der Ieura-Hafen und im Nordosten liegt der Karato-Hafen. Von Uno in Tamano aus benötigt die Fähre etwa 40 Minuten bis zum Ieura-Hafen und weitere 20 Minuten bis zum Karato-Hafen. Aus östlicher Richtung von Shōdoshima aus dauert es etwa 30 Minuten bis zum Karato-Hafen und von hier aus wiederum 20 Minuten bis zum Ieura-Hafen. Zwischen dem Takamatsu- und Ieura-Hafen verkehrt zudem eine Fähre mit 30 Minuten Fahrzeit und es besteht eine Bootsverbindung zwischen dem Ieura-Hafen und der nördlich gelegenen Insel Inujima sowie zwischen beiden Häfen Teshimas und der Nachbarinsel Odeshima. Auf Teshima verläuft rund um das Zentrum der Insel die Präfekturstraße 255, die auch beide Häfen auf dem Landweg verbindet. Es sind Leihfahrräder und Mietwagen verfügbar.

## Skandal um Mülldeponie

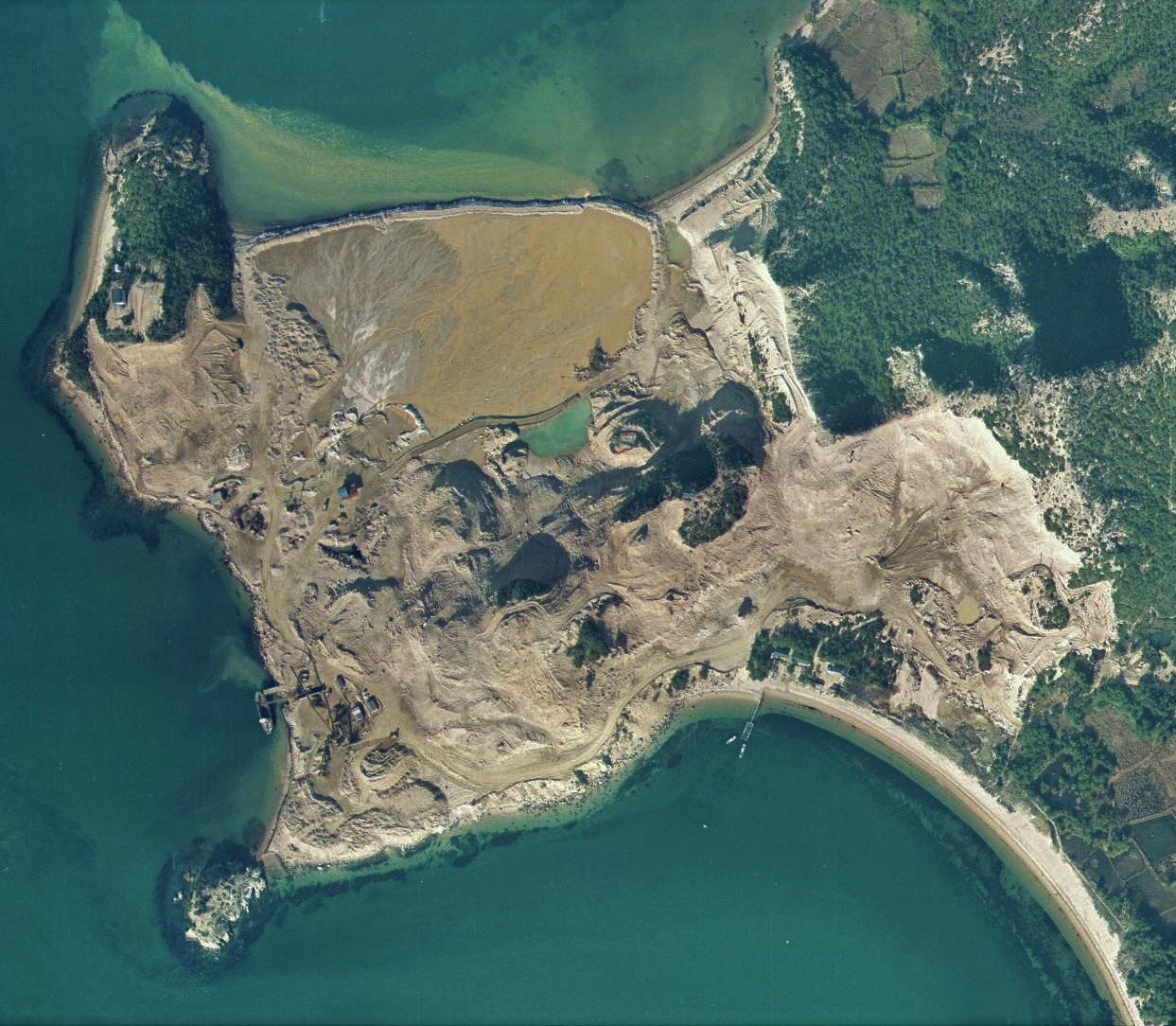
Der Ort der Mülldeponie auf der Westseite der Insel im Jahr 1974

Seit Mitte der 1970er Jahre plagte der „Teshima-Vorfall“ die Insel, einer der größten Umweltskandale um Industrieabfälle in Japan, der sie auch als „Müllinsel“ bekannt machte. 1975 erhielt die Teshima Comprehensive Tourism Development Company die Genehmigung von Tadao Maekawa, dem damaligen Gouverneur der Präfektur Kagawa, Industrieabfälle entgegen den Wünschen der Bewohner auf die Insel zu bringen, wo sie auf ihrer westlichen Landspitze deponiert wurden. Als der Müllberg anwuchs, begann Abwasser ins Meer zu laufen und in den 1980er Jahren stieg täglich schwarzer Rauch durch die offene Verbrennung des Industriemülls auf, der zu gesundheitlichen Problemen bei den Anwohnern führte, darunter Symptomen von Asthma. Auch die örtliche Fischerei und Landwirtschaft litt unter dem schlechten Ruf der Insel. Um sich Gehör zu verschaffen, hielten Inselbewohner zahlreiche Veranstaltungen ab und setzten sich ein halbes Jahr lang täglich zum Protestieren vor die Büros der Präfekturregierung. Schließlich inspizierte die Polizei 1990 die Mülldeponie, entzog der Betreiberfirma ihre Lizenz und verhaftete ihren Präsidenten Sosuke Matsuura, der zu einer symbolischen Geldstrafe und einer kurzen Bewährungsstrafe verurteilt wurde. Die Inselbewohner reichten 1993 gegen die Präfektur Kagawa und andere Parteien ein Schlichtungsgesuch ein, da diese die Überwachung des Abfallentsorgungsunternehmens vernachlässigt hatten. Der Fall wurde am 6. Juni 2000 beigelegt und die Präfektur begann mit der Beseitigung der insgesamt 913.000 Tonnen von Industrieabfällen und kontaminiertem Boden, welche zur nahegelegenen Insel Naoshima transportiert und dort aufbereitet und verbrannt wurden. Für die Kosten von mehreren Milliarden Yen kam die Präfektur auf, die sich öffentlich entschuldigte. Der damalige Wechselkurs war etwa 100 Yen für einen €. Der Abtransport wurde 2019 abgeschlossen und die Einstellung des Betriebs einer Wasseraufbereitungsanlage und die Beendigung der Aufräumarbeiten auf Teshima für März 2023 beschlossen. Heute steht an der Stätte ein Museum über den Umweltskandal und die Protestkampagne, das sich in dem ehemaligen Bürogebäude Matsuuras befindet.